# Vision de la très pauvre femme de Laon
La vision de la très pauvre femme de Laon (en latin visio cuiusdam pauperculæ mulieris) est une vision carolingienne écrite entre 818 et 824 à Reichenau par Heito. Elle est à la fois politique et spirituelle et elle offre une critique de plusieurs personnages politiques notoires de l’empire carolingien. La vision est retrouvée dans neuf manuscrits qui datent du IXe – XIIe siècle dans lesquels elle est toujours accompagnée de la visio Wettini.

## Présentation générale de l'œuvre
Une pauvre femme du pagus de Laon rapporte sa vision. Elle dit qu’elle a été guidée par un homme portant des habits de moine. Montant dans le lieu du repos et du châtiment, elle a rencontré Charlemagne, Bégon et Ermengarde en tourments. Son guide lui a alors dit que l'empereur Charlemagne serait sauvé si son fils, Louis le Pieux, organisait sept repas commémoratifs (en latin agapes). Puis ils ont passé leur chemin et sont arrivés devant deux immenses murs, dont le premier avait son sommet qui s’élevait jusqu’aux cieux et le deuxième arborait des inscriptions en lettres dorées. Son guide lui a dit qu’ils se tenaient devant le Paradis Terrestre. Il lui a demandé de lire les noms alors qu’elle n'avait jamais appris à lire. Elle a alors lu le nom de Bernard dont les lettres étaient très brillantes ainsi que le nom Louis le Pieux dont les lettres étaient obscures et effacées. À la fin de la vision, son guide lui a demandé de rapporter tout ce qu'elle a vu à Louis le Pieux. Mais il doit lui redemandé par trois fois et, puisqu'elle ne répondait pas, il l'a rendue aveugle. Le texte de la vision se termine en expliquant qu’elle a effectué la tâche qui l'incombait quelques jours après son retour, et elle a ainsi recouvré la vue.

## Contexte de production

### Lieu de production

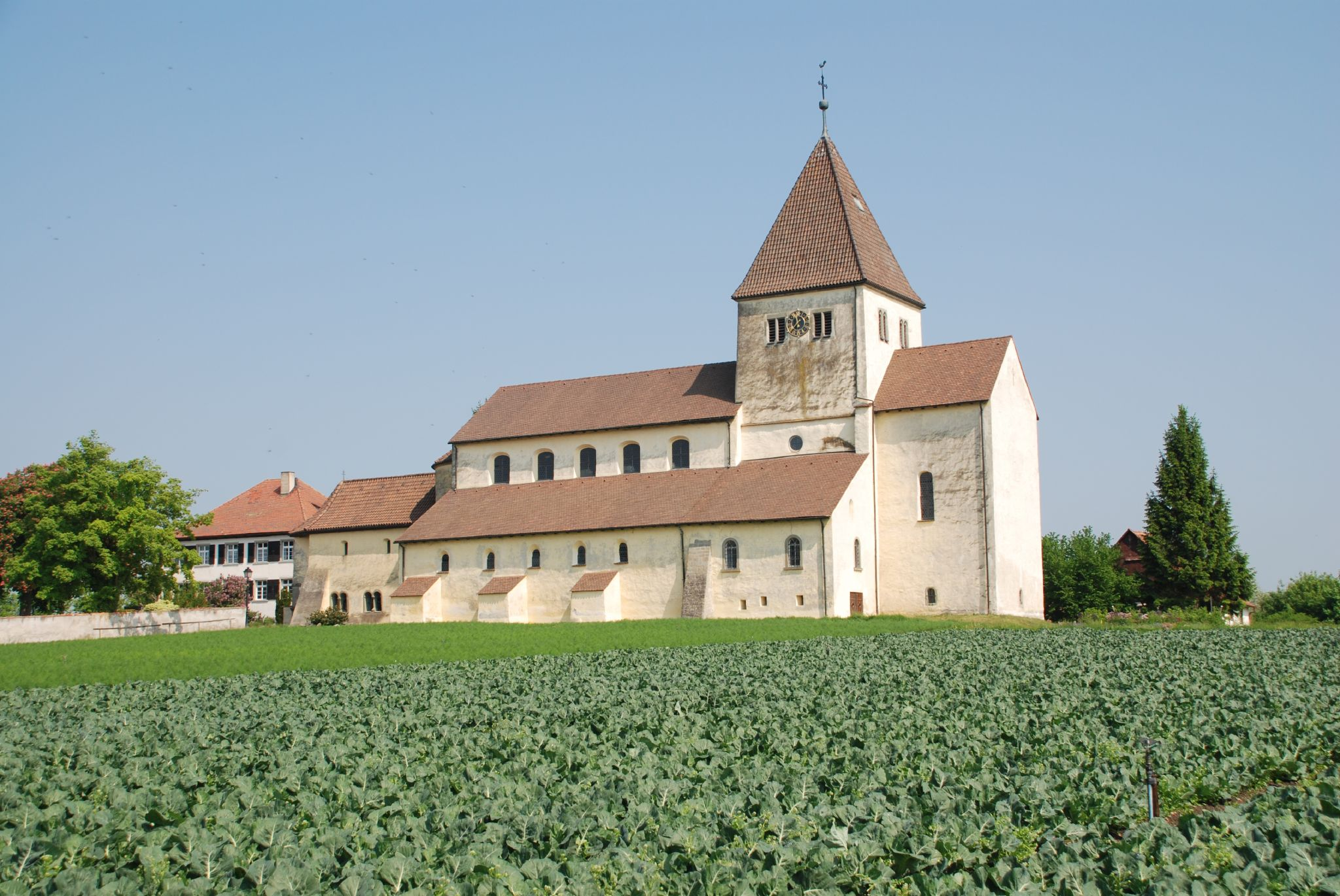
Abbaye de Reichenau, lieu de production de la vision de la très pauvre femme de Laon.

La vision de la très pauvre femme de Laon a été écrite durant le premier quart du IXe siècle. Son écriture est attribuée à Heito, alors évêque de Bâle et abbé de Reichenau, entre l’an 818 et 824, l’année de sa mort. L’hypothèse la plus courante et celle qui a été retenue est qu’elle a été enregistrée à Reichenau. Puis elle a été recopiée au moins à quelques reprises dans le scriptorium carolingien de Saint-Gall, qui est tout près de Reichenau dans la région du Lac de Constance. Elle est antérieure à la visio Wettini et à la visio Rotchari. Ces trois visions font partie d'un groupe appelé les visions de Reichenau, car elles présentent des caractéristiques communes, et elles sont à la fois continentales et impériales. C’est entre autres pourquoi elles présentent un amalgame d'éléments semblables politiques et spirituels. Mais elles sont surtout associées à Reichenau parce qu’elles sont attribuées à ce lieu de production. Il aurait été possible qu'elles aient pu être produites à Reims, un autre lieu de production important de l’époque carolingienne, mais leur contenu révèle qu’elles proviennent de Reichenau et c'est l'hypothèse a été retenue.

### Origine du visionnaire

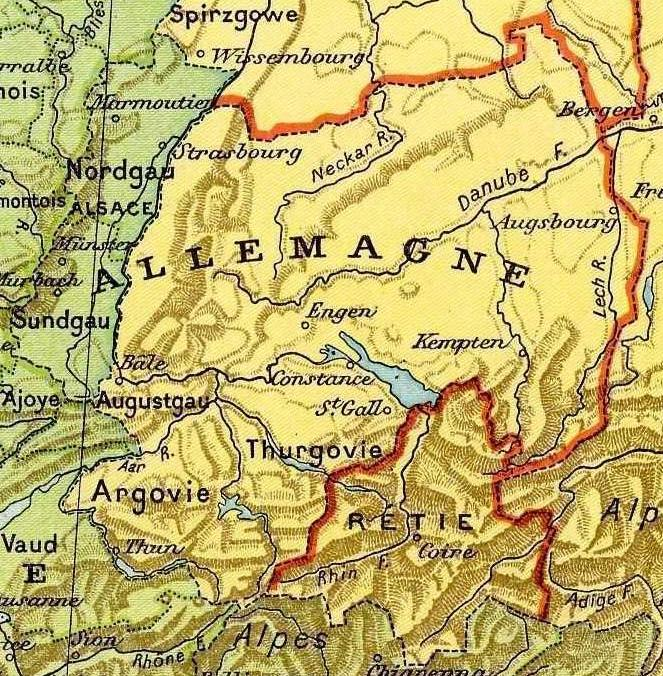
La région du Lac de Constance et, au Sud, Saint-Gall.

La vision de la très pauvre femme de Laon, bien qu'elle ait été enregistrée et écrite par Heito, n'est pas la seule qu’il a écrite. Il est aussi à l’origine d’une des versions de la visio Wettini. De plus, s'il a enregistré ces visions, ce n’est pas lui qui les a vécues. Dans le cas de la vision de la très pauvre femme de Laon, c'est une femme dont l'origine est incertaine. Elle est originaire soit de France soit d’Italie. De France puisque la vision rapporte qu’elle viendrait en fait du pagus de Laon dans le Nord-est du pays. Mais alors que cette ville se trouve en France, la visionnaire et le récit de la vision semble avancer le parti politique de Bernard d’Italie. C’est pourquoi le lieu réel d’origine de la pauvre femme de la vision n’est pas encore déterminé avec certitude et l'hypothèse d'une origine italienne prévaut sur l'origine française. 

## Contexte de transmission
Au total neuf manuscrits qui contiennent la vision de la très pauvre femme de Laon parviennent jusqu’à nous. La vision circule durant la fin du haut Moyen Âge essentiellement dans l’espace géographique du Sud de l’Allemagne et de l’Autriche, donc dans le Sud de ce qui allait devenir le Saint Empire romain germanique. Le plus ancien manuscrit date du premier quart du IXe siècle et le plus récent du XIIe siècle. 

### Agencement des textes dans les manuscrits
Toutes les versions de la vision de la très pauvre de Laon répertoriées dans les manuscrits sont accompagnées de la visio Wettini de Heito. La vision de la très pauvre femme de Laon la suit le plus souvent (6 cas répertoriés sur 9). 
Dans les manuscrits, elle n’est jamais retranscrite seule. En effet,  elle est toujours au moins accompagnée d'une autre vision. À l'intérieur d'un des manuscrits du IXe siècle, elle est accompagnée (Cod.St.Gall.573) de la visio Baronti et de la version versifiée de la visio Wettini de Walahfrid Strabon. Dans un autre manuscrit qui date plutôt du XIe siècle, l'agencement des visions est similaire, mais la visio Baronti est absente. Et dans un autre du XIIe siècle, la visio Wettini de Walahfrid Strabon n’est pas du tout retranscrite dans le manuscrit, mais nous trouvons plutôt la visio Fursei et la visio Tnugdali qui suivent la vision de la très pauvre femme de Laon. Finalement, seule la visio Wettini de Heito est toujours présente à ses côtés. 
Deux historiens, Claude Carozzi et Hubert Houben, s'opposent quant à l'interprétation de ces agencements. Pour Claude Carozzi, l'élément essentiel est la constance de la fréquence de retranscription de ses deux visions ensemble. C'est aussi un signe très clair et évident d'un élément politique qui a été inséré dans les deux visions puisqu'elles critiquent des empereurs qui leur sont contemporains. Mais cet élément politique est moins représenté dans les analyses d'Hubert Houben qui y voit plutôt que les copistes comprennent l'existence d'un lien entre les deux visions, voire qu’ils savent peut-être que leur auteur est en fait le même. 

## Contenu de la vision
Dans la vision de la très pauvre femme de Laon, la visionnaire est guidée par un moine à travers l’au-delà. La vision se déroule en deux épisodes. Cette division sert à critiquer d'abord le pouvoir impérial avant d'en préciser ensuite la raison. 
Elle rencontre d'abord trois personnages politiques importants de l’époque carolingienne : Charlemagne, Ermengarde et Bégon. Ils peinent pour leurs péchés dans un lieu qui n'est pas clairement défini. Puis elle arrive accompagnée de son guide jusqu'aux murs du Paradis Terrestre. Il s’ensuit qu’elle lit les noms de deux autres personnages politiques importants de l'époque : celui de Louis le Pieux, alors empereur, et celui de Bernard d'Italie. La vision critique ainsi plusieurs membres de la famille impériale à travers lesquels elle vise particulièrement l’empereur et le pouvoir impérial. L'ordre de présentation des personnages est très important parce que les personnages se suivent en ordre chronologique comme en gradation des erreurs de l'Empire. 

### L'épisode des tourments

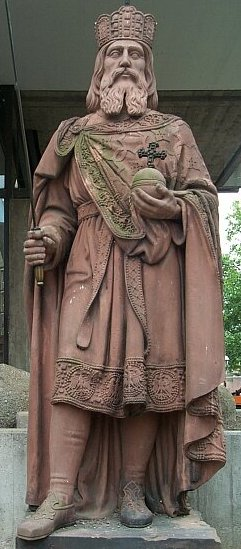
Statue de Charlemagne, père de Louis le Pieux.

Le premier personnage notoire qu’elle rencontre est un prince d’Italie (en latin princeps italiæ) dont le nom n’est pas clairement nommé, mais nous savons tout de même qu’il s’agit de Charlemagne, qui est en tourments. Le guide de la pauvre femme mentionne qu’il suffit de sept repas commémoratifs (en latin agapes) pour le libérer.La nature de ses crimes n'est pas spécifiée par le visionnaire. Ce passage montre à la fois l’importance croissante des messes commémoratives à l’époque de l’écriture de la vision qui acquièrent sous Louis le Pieux une valeur rédemptrice et annonce les critiques à venir suivant un ordre chronologique. 
Le deuxième personnage qu’elle rencontre est Pichon, dont le véritable nom est en fait Bégon de Paris, gendre de Louis le Pieux puisqu’il épouse sa fille en 806. Il est décrit comme étant autrefois l’ami du roi. Il est couché sur le dos maintenu par des démons qui le tourmentent en faisant fondre de l’or et en le laissant couler dans sa bouche. Ils l’accusent de cupidité (en latin cupiditas), un défaut assez vilain et suffisant, dans ce cas, pour le rend à la fois mauvais et avide de pouvoir et d’argent. Cela sert surtout à montrer dans la vision que l'empereur est à la fois mal conseillé et entouré de vilaines gens.
Le troisième personnage qu’elle rencontre est la reine Ermengarde, première femme de Louis le Pieux, sur laquelle trois énormes rochers sont posées, un sur sa tête, un autre sur son torse et un troisième sur son dos. Ensemble, ils l'enfoncent continuellement dans les profondeurs. Ces trois rochers représentent en fait ses enfants, à qui l'Ordinatio imperii a profité au détriment d'autres nobles. Autrement, la vision ne révèle pas précisément la nature de son crime, mais laisse sous-entendre le péché de la chair rendu possible par la promiscuité physique dans les jardins. 
Cet épisode critique ouvertement la mort de Bernard d'Italie et la succession du royaume d'Italie. Pour Louis le Pieux, il aurait été possible qu'il ait vu Bernard comme un fils illégitime de Charlemagne et aurait alors voulu s'en débarrasser, voire que sa femme, Ermengarde, ou son ami, Bégon, l'ait conseillé à cette fin.  

### L'épisode du mur du Paradis Terrestre
Le mur du Paradis Terrestre, que la pauvre femme et son guide trouvent ensuite, est gravé d’inscriptions aux caractères dorés. Elle réussit à lire parfaitement ce qui est écrit sur le mur alors qu’elle ne sait pas lire. Elle lit d’abord le nom de Bernard d’Italie qui brille beaucoup plus que les autres et elle lit ensuite celui de Louis le Pieux, autrefois très brillant, qui est maintenant effacé et obscurci. Il ajoute que la mort de Bernard était en fait un meurtre et que c'est la raison de sa perdition. Son guide lui demande de rapporter tout ce qu'elle a vu à l’empereur. S’il lui demande cela, c’est pour qu’il comprenne l’étendue de ses fautes. 

## Une vision impériale et une critique politique
La présence des trois précédents personnages est cruciale au développement de la vision. Sans eux, il n’y aurait qu’un seul responsable. Ermengarde et Bégon sont tenus en partie responsables et sont par conséquent punis parce qu’ils prennent le rôle de mauvais conseiller. C'est ainsi Louis le Pieux qui est critiqué à travers eux lorsque les temps sont durs et les mécontentements grandissent. 
Tous les personnages rencontrés sont unis à la famille impériale par alliance ou par le sang, et c'est pourquoi qu’il s’agit bel et bien d’une vision familiale. Mais la mort de Bernard n’est pas qu’une simple querelle de famille, c’est une affaire impériale. La vision expose une position très claire. Elle prend le parti de Bernard d’Italie. Bien qu’il se soit soulevé contre Louis le Pieux, la vision essaie de montrer l'injustice qu'il a subie. Si son nom est maintenant effacé, c’est parce que Bernard est mort à cause de son aveuglement, et cela lui a valu une place au paradis. Sa peine injuste a envoyé ceux qui l’ont condamné en tourments. La mort de Bernard forme ainsi l’élément central de la vision. La visionnaire ne le voit pas en tourments parce que contrairement à Charlemagne, Ermengarde ou Bégon, il ira au Paradis. Comme dans la visio Wettini, les comtes subissent des peines leurs péchés. 

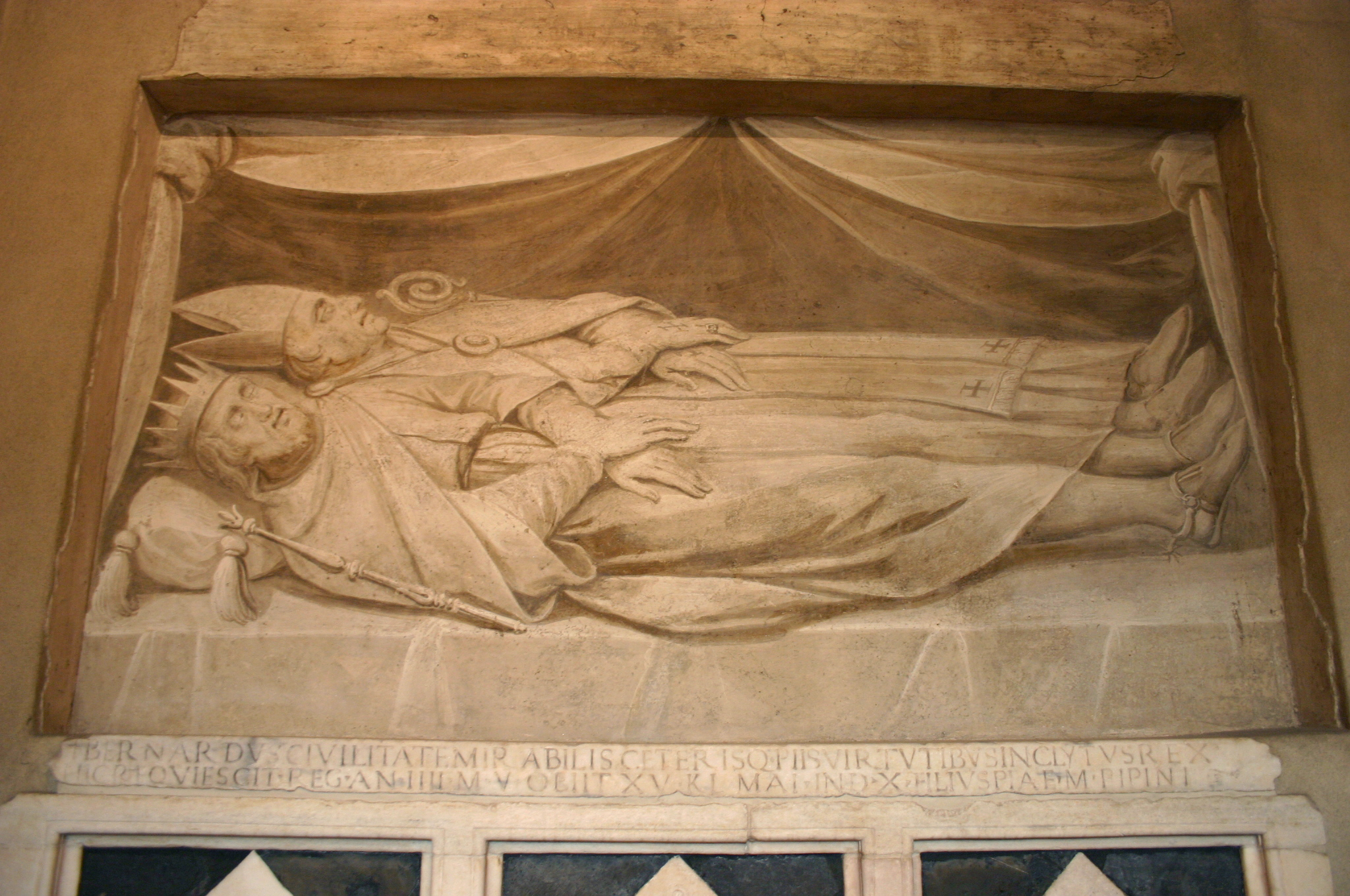
Représentation de Bernard d'Italie.

La vision annonce déjà les tensions existantes entre l’Italie et le reste de l’empire carolingien, qui sont à la fois internes et externes. Si l’empereur est critiqué, c’est en fait le cœur du pouvoir impérial qui est attaqué. Le fait de décrire Charlemagne comme étant un prince d'Italie (en latin princeps italiæ) peut enrichir la défense de Bernard. En effet, cela voudrait dire que le titre lui était décerné sans pouvoir être légué ensuite. Son fils Pépin étant mort jeune, la succession légitime allait à Bernard, qui l'a perdu en mourant injustement.  
Finalement, la pauvre femme chargée de rapporter sa vision à l'empereur apporte un autre point essentiel à la critique politique. En effet, elle est une vilaine (en latin vilis) sans aucun attachement à la famille impériale ou à la vie politique. Cela lui donne un rôle certain de témoin crédible et fiable. Le choix de prendre une pauvre femme paysanne, le personnage le moins puissant auquel il aurait sûrement pu penser au IXe siècle, avait pour but de montrer à quel point l'empire était dépravé et comment les choses allaient certainement très mal.